# Козлово (Орловская область)
Козло́во — деревня в составе Гагаринского сельского поселения Корсаковского района Орловской области России.

## География
Деревня располагается в живописной пересечённой местности в 4 км от автодороги Хворостянка — Парамоново и в 5 км от административного центра Гагаринский Хутор.

## Описание
Название происходит по географическому признаку. Слово рог означает мыс, место слияния или соединения чего-либо, «стрелка», что и подтверждается расположением селения между двух Больших верхов (оврагов, балок) почти пересохшего ручья Вязовки — притока Зуши. Деревня имела названия Нижний Рог — по расположению ниже по оврагу, ручью относительно селения Верхний Рог, Красный Рог — в смысле красивый (красивое место), Козловка — по фамилии владельца Козлова. Упоминается в Планах Генерального межевания за 1778 год. В «Списках населённых мест …» за 1859 год обозначено как владельческое сельцо, что означало наличие помещичьей усадьбы. В 1859 году в селении имелось 36 крестьянских дворов, а в 1915 — 60. Деревня относилась к Косма - Дамиановскому приходу села Перестряж.

## Население
| Годы      | 1857 | 1859 | 1915 | 2010 |
| --------- | ---- | ---- | ---- | ---- |
| Население | 101  | 437  | 438  | ↘35  |